# Лефеджилер
Лефеджилер (на гръцки: Λοφάρι, Лофари) е село в Западна Тракия, Гърция. Селото е част от дем Марония-Шапчи.

## География
Селото е разположено на 25 километра югоизточно от Гюмюрджина (Комотини).

## История
В XIX век Лефеджилер е българско село в Гюмюрджинска кааза в Одринския вилает на Османската империя. Според „Етнография на вилаетите Адрианопол, Монастир и Салоника“, издадена в Константинопол в 1878 година и отразяваща статистиката на населението от 1873 година, Лефеджилер (Lepedjiler) има 10 домакинства и 45 жители българи.
Според статистиката на професор Любомир Милетич в 1912 година в селото живеят 70 български екзархийски семейства смесени със 70 семейства турци.